# Lennie McBrowne
Lennie McBrowne (New York, 24 januari 1933) is een Amerikaanse jazzdrummer.

## Biografie
Lennie McBrowne studeerde eind jaren 1940 eerst contrabas aan de New Yorkse School of Music, maar wisselde daarna naar de drums, waarop hij werd onderwezen door Max Roach en Sticks Evans. Hij werd bekend toen hij in juni 1956 in het orkest van Tony Scott de zangeres Billie Holiday begeleidde tijdens een sessie bij Verve Records. Tijdens de volgende jaren werkte hij met de altsaxofonist Ernie Henry, de baritonsaxofonist Cecil Payne en de pianist Randy Weston, wiens bezigheden met de Noord-Afrikaanse muziek de drummer inspireerden. McBrowne werkte kort bij Sonny Rollins, daarna met Paul Bley, die Browne's werk met de bekkens aanmoedigde. Van 1959 tot 1961 probeerde hij het met de eigen band Four Souls.
Hij verhuisde daarna naar New York en werd begeleidingsmuzikant voor Sarah Vaughan en het zangensemble Lambert, Hendricks & Bavan. In 1963 speelde hij in de band van Sal Salvador. Tijdens de jaren 1960 werkte hij weer met Randy Weston, in 1965 speelde hij in zijn trio. In Westons met Ray Copeland, Booker Ervin en Cecil Payne uitgebreide band trad hij in 1966 op tijdens het Monterey Jazz Festival. Naast het werk met Weston en Ervin speelde McBrowne ook met muzikanten van de meer traditionele jazz, zoals Ray Bryant en Teddy Wilson. McBrowne bezette kort de plaats achter de drums in Thelonious Monks band, toen hij Ben Riley verving voor een Japanse tournee.
De tweede helft van de jaren 1960 was McBrowne's drukste tijd. Met Ervin speelde hij tot het eind van het decennium, net als op Booker'N'Brass. Bovendien werkte hij in 1967 mee aan plaatopnamen van Teddy Edwards, Barry Harris, Houston Person en in 1968 van Charles McPherson en Pat Martino. Tijdens de jaren 1970 ontstonden nog opnamen met Kenny Burrell (Round Midnight, 1972 en Stormy Monday Blues, 1975), Sonny Criss, Sam Noto, Sonny Stitt en Blue Mitchell. Meestal werkte hij echter in het plaatselijke muziekcircuit van San Francisco en leidde hij workshops.